# Wiesław Kazanecki
Wiesław Kazanecki (ur. 10 stycznia 1939 w Białymstoku, zm. 1 lutego 1989 w Białymstoku) – polski poeta, prozaik, publicysta.

## Życiorys
Absolwent Wydziału Filologii Polskiej Wyższej Szkoły Pedagogicznej w Opolu. Jako poeta debiutował w roku 1960. W 1964 r. rozpoczął pracę jako nauczyciel w Technikum Mechanicznym w Białymstoku. Wiersze, opowiadania i recenzje drukował między innymi w „Kameniach", „Kontrastach" i „Poezji". Od 1978 r. redagował białostockie „Zdarzenia"; był redaktorem w białostockim Oddziale Krajowej Agencji Wydawniczej.
Był autorem 12 tomów wierszy. Jego pośmiertną spuściznę prozatorską publikuje Książnica Podlaska w Białymstoku.
Od 1992 roku przyznawana jest Nagroda Literacka Prezydenta Miasta Białegostoku im. Wiesława Kazaneckiego.

## Wybrane publikacje
- Portret z nagonką (1969)
- Pejzaże sumienne (1974)
- Cały czas w orszaku (Wydawnictwo Pojezierze, 1978)
- Stwórca i kat (1982)
- Śmierć uśmiechu Giocondy (1983)
- Koniec epoki barbarzyńców (1986 - na prawach rękopisu, 2000)
- Na powódź i na wiatr (1986)

### Po jego śmierci ukazały się
- List na srebrne wesele (1989)
- Wiersze ostatnie (1991)
- Wiersze (1994)
- Listy Wiesława Kazaneckiego do Wilhelma Przeczka (2000)
- Oswoić szczura w Berlinie Zachodnim (2001)
- Przyszedłem powiedzieć ci te wszystkie słowa...
- Post scriptum
- Strefa ocalenia
- Oddział nieżyjących
- Notatki nowojorskie